# 中间代
1960年代出生的诗人中，有一部分人并没有机会成为“第三代诗群”的成员，也没有机会参加早期的网络诗歌运动，他们以相对独立的方式写作，被称为中间代诗人。
中间代并不代表一个具体的诗歌运动，而是指一代诗人的写作立场和诗风，代表诗人有安琪、西渡、桑克、赵丽华、马策等。
中间代诗人有鲜明的写作个性，反对诗歌派别之间的对立，对观念写作持否定的态度。